# Jan Pauly (politik)
Jan Pauly (22. srpna 1910 – 10. června 1986) byl český a československý politik Československé strany lidové, ústřední tajemník ČSL a poslanec České národní rady a Sněmovny národů Federálního shromáždění na počátku normalizace. Po roce 1970 odstaven z politických funkcí.

## Biografie
K roku 1969 se uvádí bytem Praha, původní profesí úředník. Absolvoval gymnázium a abiturientský kurz při obchodní akademii. Působil jako ústřední tajemník Československé strany lidové, místopředseda Ústředního výboru Národní fronty a poslanec KNV pro Středočeský kraj. Byl členem Ústředního výboru Svazu protifašistických bojovníků a Krajského výboru Obránců míru. Bylo mu uděleno vyznamenání Za vynikající práci, Pamětní medaile k 20. výročí osvobození, Pamětní medaile 2. odboje a vyznamenání za Zásluhy o budování Středočeského kraje (I. stupně).
Po provedení federalizace Československa usedl v lednu 1969 do Sněmovny národů Federálního shromáždění. Do federálního parlamentu ho nominovala Česká národní rada, kde rovněž zasedal. Setrval zde do listopadu 1970, kdy rezignoval na křeslo v ČNR a ztratil tak i mandát ve FS. Zastával i vládní funkci. V letech 1969-1971 byl ministrem bez portfeje v druhé vládě Oldřicha Černíka, třetí vládě Oldřicha Černíka a první vládě Lubomíra Štrougala. Ve funkci skončil k 1. lednu 1971.
Během pražského jara patřil mezi stoupence reformního proudu v ČSL a od roku 1968 byl ústředním tajemníkem ČSL. S nástupem normalizace jeho politická kariéra skončila. Na listopadovém zasedání ÚV ČSL v roce 1970 musel rezignovat na post ústředního tajemníka a vystřídal ho Rostislav Petera.